# True Love Waits (canción)
«True Love Waits» es una canción de la banda de rock alternativo Radiohead. Su letra habla acerca del amor, el envejecimiento y la soledad. Fue tocada por primera vez en un evento en vivo del tour del álbum The Bends hacia el año 1995; generalmente es tocada solamente por Thom Yorke con guitarra acústica, aunque después fue usada para introducir a Everything in its Right Place con piano y sintetizadores.
El productor de la banda Nigel Godrich intentó incluirla en los álbumes OK Computer, Kid A y Amnesiac pero al final optó porque los miembros del grupo eligieran el momento adecuado para hacerlo; Durante el tour en vivo de Amnesiac se recopilaron varias interpretaciones en el EP I Might Be Wrong: Live Recordings, incluyendo «True Love Waits», siendo durante mucho tiempo la única forma de escuchar la canción que no fuera en un concierto.
En 2016, tras 20 años de haber sido tocada en vivo, la banda decidió incluirla en su noveno álbum A Moon Shaped Pool, aunque esta vez siendo una balada en piano. Todas las versiones de la canción han sido aclamadas por la crítica, varias reseñas han concordado en que la larga espera hizo que fuera más impactante la versión de estudio.
A pesar de no ser incluida en ningún álbum por mucho tiempo, formó parte de la SNEP francesa y la gráfica americana de Billboard en los puestos 181 y 43 respectivamente.

## Historia
La canción fue tocada por primera vez durante el evento realizado en Bruselas en 1995 para promocionar su álbum The Bends. Thom Yorke la tocó en solitario con guitarra acústica y de ahí se convirtió en una de las canciones favoritas del público, y empezó a ser tocada regularmente durante sus conciertos posteriores.
Debido al éxito que obtuvo su canción el productor Nigel Godrich convenció a Radiohead de incluirla en su álbum Ok Computer, y aunque grabaron una versión alternativa de la que ya había sido tocada en los shows en vivo, los miembros del grupo no les gustó el resultado final y decidieron desecharla. Lo intentaron nuevamente para Kid A y Amnesiac pero de igual forma no la incluyeron.

## Personal
- Colin Greenwood
- Jonny Greenwood
- Ed O'Brien
- Phil Selway
- Thom Yorke